# Шатонеф д'Антрон
Шатонеф д'Антрон (фр. Châteauneuf-d'Entraunes) је насељено место у Француској у региону Прованса-Алпи-Азурна обала, у департману Приморски Алпи.
По подацима из 2011. године у општини је живело 57 становника, а густина насељености је износила 1,91 становника/km².

## Демографија
| 1962. | 1968. | 1975. | 1982. | 1990. | 2011. |
| ----- | ----- | ----- | ----- | ----- | ----- |
| 44    | 19    | 36    | 47    | 71    | 57    |